# Landhelferbrief
Der Landhelferbrief (auch Landhelfer-Brief geschrieben) wurde im nationalsozialistischen Deutschen Reich an arbeitslose Jugendliche ausgegeben, die für mindestens sechs Monate als vorübergehend Beschäftigte bei einem Bauern in der Landhilfe tätig hatten. Als Aussteller zeichnete der Präsident der Reichsanstalt für Arbeitsvermittlung und Arbeitslosenversicherung. Eingeführt wurde die Landhilfe im März 1933.

## Hintergrund
Als Landhelfer galten Jugendliche im Alter von 14 bis 25 Jahre, die überwiegend aus der Hitlerjugend rekrutiert wurden. Die Landhilfe war Teil der Maßnahmen, die nach der Machtübernahme zur Reduzierung der Arbeitslosigkeit eingeführt wurde. Die Teilnahme an dieser Maßnahme war freiwillig. Die organisatorische Durchführung oblag der Reichsanstalt für Arbeitsvermittlung und Arbeitslosenversicherung. Dabei war ein Mindestzeitraum von einem halben Jahr festgesetzt. Die Jugendlichen erhielten für ihre Arbeitsleistung neben Kost und Unterkunft auch ein Taschengeld. Auch die Betriebsgrößen waren festgelegt, sodass insbesondere kleinere und mittlere Betriebe von dieser Hilfe profitierten. Die Reichsanstalt zahlte den Bauern für den Landhelfer 25 Reichsmark im Monat. Davon wurden den Helfern, die älter als 18 Jahre waren 20 RM ausgezahlt und der Rest ging an die Sozialversicherung. Bis zum Ende des Jahres 1933 gab es bereits 175.000 Landhelfer.

## Dokument

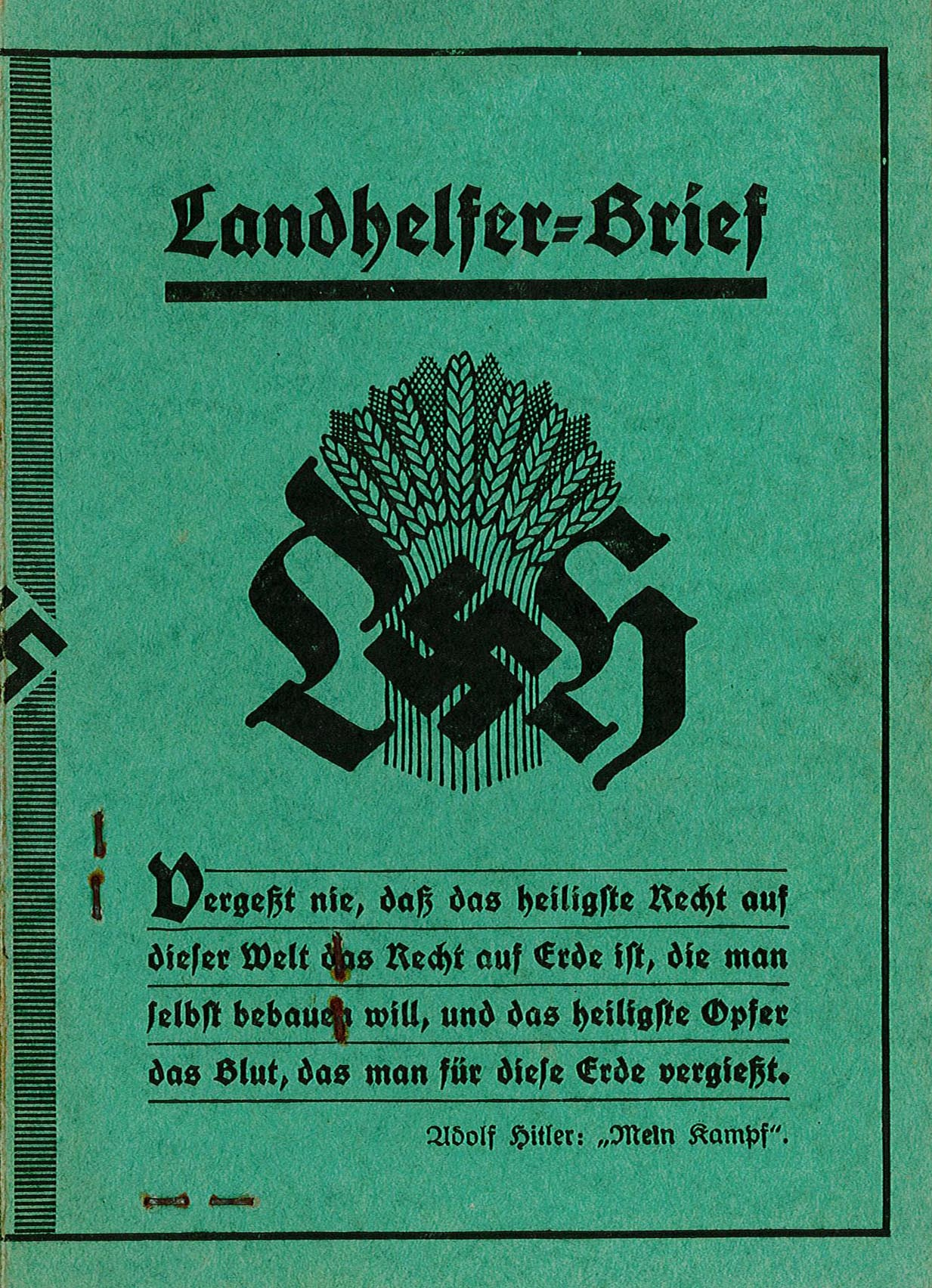
Landhelferbrief aus dem Jahr 1935 (Foto: Museum Wolmirstedt)

Der Landhelferbrief hatte eine Identifizierungsnummer und ein Lichtbild des Inhabers. Er sollte bei Bewerbungen um einen Arbeitsplatz bei landwirtschaftlichen Schulen, bei Bewerbungen um Siedlerstellen und bei ähnlichen Anlässen vorgelegt werden. Diese Vorschrift zur Vorlage war auf dem Brief aufgedruckt. Er war innen und außen jeweils in drei Bereiche eingeteilt.
Auf der Vorderseite war unter dem Titel und dem Logo folgender Text aufgedruckt:

„Vergeßt nie, daß das heiligste Recht auf
dieser Welt das Recht auf Erde ist, die man
selbst bebauen will, und das heiligste Opfer
das Blut, das man für diese Erde vergießt.“

Dabei handelte es sich um ein Zitat aus Adolf Hitlers Buch Mein Kampf.
Auf den Innenseiten waren die persönlichen Angaben des Ausweisinhabers vermerkt. Zudem zeigte der Brief auf einer schwarzweiß Fotografie, das Aussehen des Inhabers. Es folgte ein kurzes Führungszeugnis oder eine Eignungsbeurteilung.
| Linke Seite | Mitte | Rechte Seite |
| Außenseite | Außenseite | Außenseite |
| --- | --- | --- |
| 3. Arbeitsstelle Tag der Einstellung Angabe zum Arbeitgeber Ort Tag der Ausschreibung Führung und Eignung Stempel und Unterschrift des Arbeitsamts                                                                            | offizielle Angaben: Verleihungshinweis des Präsidenten Landhelfer-Brief Nummer Vorlagehinweis                                                      | Vorderseite: Mit Ähren-Logo Hakenkreuz und Zitat                                                                                                   |
| Innenseite | | |
| Angaben zu Vor- und Familienname Geburtstag mit Ort, Bezirk und Staat Bisheriger Beruf, Staatsangehörigkeit und Religion Eltern, Beruf des Vaters, Geburtsname der Mutter Heimatanschrift Eigenhändige Unterschrift Lichtbild | 1. Arbeitsstelle Tag der Einstellung Angabe zum Arbeitgeber Ort Tag der Ausschreibung Führung und Eignung Stempel und Unterschrift des Arbeitsamts | 2. Arbeitsstelle Tag der Einstellung Angabe zum Arbeitgeber Ort Tag der Ausschreibung Führung und Eignung Stempel und Unterschrift des Arbeitsamts |